# Melody (album)
A Melody című lemez a Bee Gees együttes tizennegyedik nagylemeze.
A lemez a Melody című film zenéje.

## Az album dalai
A vastagon jelzett számokat a Bee Gees együttes adja elő, részletesen ld. közreműködőknél.
1. In The Morning (Barry Gibb) – 3:53
2. In The Morning (Barry Gibb) – 2:01
3. Melody Fair (Barry, Robin és Maurice Gibb) – 3:45
4. Melody Fair (Barry, Robin és Maurice Gibb) – 1:21
5. Spicks And Specks (Barry Gibb) – 1:41
6. Romance Theme (Hewson) – 2:34
7. Give Your Best (Barry, Robin és Maurice Gibb) – 3:26
8. To Love Somebody (Barry és Robin Gibb) – 2:59
9. Working On It Night And Day (Hewson-Gray) – 4:06
10. First Of May (Barry, Robin és Maurice Gibb) – 2:47
11. First Of May (Barry, Robin és Maurice Gibb) – 0:55
12. Seaside Banjo (Hewson) – 1:05
13. Teachers Chase (Hewson) – 2:23
14. Teach Your Children (Nash) – 2:53

## A számok rögzítési ideje
- 1967. április IBC Studios, London: To Love Somebody
- 1968. augusztus Atlantic Recording Studios, New York: Give Your Best, First Of May
- 1968. október, IBC Studios, London: Melody Fair
- 1970. szeptember és október, IBC Studios, London: In The Morning

## Közreműködők
- Bee Gees (1., 3., 7., 8., 10. szám)
- Crosby Stills Nash & Young (14. szám)
- Richard Hewson Orchestra (2., 4-6., 11-13. szám)
- Richard Hewson Orchestra és Barry Howard (9. szám)

## A nagylemez megjelenése országonként
- Argentína Polydor 2383 043 1971
- Ausztrália Spin SEL 934 247 1971
- Amerikai Egyesült Államok Atco SD-33-363 1971 Love Melody címmel
- Egyesült Királyság Polydor 2383 043 1971
- Franciaország Polydor 2383 043 1974
- Japán Polydor MP2172 1971, Polydor MPF1257 1979 CD: Polydor P33PW20025 1985, Polydor POCP2007 1991, Polydor POCP2007 2001, Polydor UICY-3564 2002
- Koreai Köztársaság Sung Eum SEL-RG 688 1984
- Norvégia Polydor 2383 043 1971
- Uruguay Polydor 2383 043 1971

## Az album dalaiból megjelent kislemezek, EP-k
- Melody Fair / In the Morning Portugália Polydor 2058 143, Szingapúr Polydor 2058 143, Egyesült Királyság Polydor 2058 143, Venezuela Polydor 3070 1971
- Melody Fair / First of May Japán Polydor DP-1787 1971
- Melody Fair / To Love Somebody Japán Polydor DW-2003
- In the Morning / To Love Somebody Japán Polydor DP-1818 1971

EP-k
- In The Morning / Melody Fair / First of May / Spicks and Specks / To Love Somebody Japán Polydor EP KP-2013 1971
- In The Morning / Melody fair / First of May / Give Your Best Thaiföld MC-910 1971
- Melody Fair/ In The Morning / To Love Somebody / Love Story Thaiföld 1971
- Melody Fair / Give Your Best / First of May / In The Morning Mexikó Polydor 2273 1973

## Eladott példányok
A Melody lemezből a Japánban 169 000, a világ összes összes országában összesen 250 000 példány kelt el.

## Number One helyezés a világban
- Melody nagylemez: Japán